# بسمه قضمانی
بسمه قضمانی (به عربی: بسمة قضماني) متولد ۲۹ آوریل ۱۹۵۸ میلادی در دمشق، تحصیل‌کرده فرانسه، مدیر اجرایی اندیشکدهٔ ابتکار اصلاحات عربی (عربی: مبادرة الإصلاح العربی‎) و سخنگوی سابق شورای ملی سوریه تأسیس ۲۰۱۱ است. او پس از آغاز جنگ داخلی در سوریه، نقش مهمی در مخالفت با دولت بشار اسد ایفا کرد. او به‌طور مرتب مقالاتی را جهت فراخوان معترضین برای دموکراسی در سوریه و محکوم کردن دولت وقت می‌نوشت.